# Gmina Fushë-Bulqiza
Gmina Fushë-Bulqiza (alb. Komuna Fushë-Bulqiza) – gmina  położona w środkowej części Albanii. Administracyjnie należy do okręgu Belqiza w obwodzie Dibra. W 2011 roku populacja gminy wynosiła 3342 w tym 1672 kobiet oraz 2203 mężczyzn, z czego Albańczycy stanowili 54,49% mieszkańców. Siedziba gminy znajduje się w Fushë-Bulqiza.
W skład gminy wchodzi pięć miejscowości: Fushë-Bulqizë, Dushaj, Dragua-Bulqizë, Koçaj.